# カールソン・ワゴンリー・トラベル
カールソン・ワゴンリー・トラベル（英: Carlson Wagonlit Travel、CWT）は、ビジネス旅行（業務渡航）を専門に取り扱う株式会社（非公開企業）。150以上の国・地域にネットワークを持ち、アメリカンエキスプレス・グローバルビジネストラベルやBCD Travelなどとともに、世界のビジネストラベルマネジメント（BTM）の代表的企業となっている。現在、カールソン・カンパニーズの一部門を構成している。
CWTのグローバル本部は、フランス・パリに置かれている。ヨーロッパ・中東アフリカ本部がグローバル本部に併設されているほか、南北アメリカ本部がアメリカ・ミネアポリスに、アジア太平洋本部がシンガポールに置かれている。

## 沿革
CWTは、1994年に、アメリカを本拠とするカールソン・カンパニーズと、フランスを本拠とするアコーホテルズ（1991年以降、国際寝台車会社（ワゴン・リ社）を子会社としていた）が、ビジネス旅行の需要に応える目的で、50％ずつ出資して設立された。設立後間もなく、香港やオーストラリアなど、アジア太平洋地域に相次いで拠点を設立、1997年に、カールソン・カンパニーズとワゴン・リ社の扱っていたビジネス旅行部門が、それぞれCWTに移管された。
2006年8月、アコーホテルズはCWTの株式を売却し、カールソン・カンパニーズが株式の55％、JPモルガン・チェースの子会社であるOne Equity Partnersが45％を持つ形態となったが、2014年6月、カールソン・カンパニーズは、CWTの残りの株式の購入を発表、CWTは全額カールソン・カンパニーズの所有となった。
旅程管理アプリにも注力しており、2011年にアプリ「CWT To Go」をリリース、2012年10月に、旅程管理アプリの開発で知られるベンチャー企業のWorldMate社を買収している。

## JTB-CWT
1995年にCWTは日本法人を設立していたが、2001年1月、ジェイティービーの出資会社であるジェイティービービジネストラベルソリューションズとCWTが合弁契約を締結、これによりCWT日本法人の事業は同社に統合され、以降同社には「JTB-CWT Business Travel Solutions（JTB-CWT）」のコミュニケーションネームが使用されている。2015年に、CWT子会社のWorldMate社とJTB-CWTの共同開発により、旅程管理アプリ「Trip To Go」（一般出張者向け）「B-shedule」（JTB-CWT契約者専用）がそれぞれリリースされている。